# 日産・ジュニア
ジュニア（Junior）は日産自動車が過去に製造販売していたピックアップトラックである。2022年の現在でも140型がイラン国内において製造が継続されている。ダットサントラックと大型トラックの間を埋める車種として登場した。

## 初代 B40/B140型（1956年-1962年）

### B40 (1956年–1960年)
B40型は、1956年10月に1.75トンの荷物と3人の乗員を運ぶことができる中型トラックとして発売された。キャブオーバーほどスペース効率は良くないが、ボンネットのレイアウトは非常に良い乗り心地を提供した。
初代ジュニアには、パネルバン(VB40)、ガラス張りバン(VSB42)、タンクローリー、バキュームカー(EGB42)、消防車(FB42)など、さまざまな特別仕様も用意された。なお消防車については、パトロールの消防車仕様と同じくPF型エンジンが搭載された。
- 1956年10月　登場。オースチンA50ケンブリッジの1H型1500ccエンジンを搭載する。当初の最高出力は50 PS (37 kW) / 4,400 rpmで、最高速度90 km/h (56 mph)を発揮するのに十分だった[3]。
- 1957年12月、キャブオーバー版のジュニア・キャブオールが登場。型式番号はC40である。
- 1958年8月　マイナーチェンジ。エンジン改良で最高出力は57 PS (42 kW)に変化し、型式番号はB42型になり1.25トン積のNB42型が追加される（B41型の登録は省略された）[4]。同時に、ジュニア・キャブオールも同じ変更を受け、C42となった[5]。

### B140 (1960年–1962年)
1960年にB140型にマイナーチェンジすると、グリルのデザインが変更され、ホイールベースが2,610 mmとやや延長されたものの、マイナーチェンジ前の外観を維持しながら新型のG型エンジンを搭載した。セドリックと共通の新型エンジンは、排気量は旧型とほぼ同じ1,488ccだが、最高出力は71PS(52kW)/5,000rpmを発生し、最高速度は95 km/h (59 mph)であった。その後まもなく、キャブオールから名前の「ジュニア」の部分は完全に削除された。また、B140(B)と呼ばれる1.25トン版もあった。通常の1.75トン版はB140(A)と呼ばれた。

## 2代目 40/41型（1962年-1970年）

### 40型 (1962年-1966年)
- 1962年1月17日、フルモデルチェンジ[7]。丸型4灯ヘッドランプを採用した。1.9L H型エンジンを搭載した2トン積の40型と、1.5L G型エンジンを搭載した1.5トン積のN40型の2種類。2トン積の40型には「1900」のバッジが付いていた[6]。
- 1962年7月3日、ニッサンジュニア消防車（F40型）とニッサン中型消防車（FR40型）が登場[8]。ニッサンジュニア消防車は国家消防庁B1級を架装できる造りで、エンジンはH型エンジンにオイルクーラーを付けるなど強化を施したHF型エンジンが搭載される。ニッサン中型消防車は国家消防庁A1級ポンプを架装できる造りで、従来のFR140型から乗車定員を9名から12名に増加した。エンジンは大型消防車にも載せられるPF型 3,956cc 直列6気筒エンジン（125PS/3,400rpm、29.0PS/1,600rpm）を装備した。これによって、消防能力は大型消防車なみに向上した。ボンネットとフロントガラスだけのものは40E、シャシー付きキャブは40A、ドロップサイドピックアップ版は40Hと呼ばれた。
- 1964年2月7日、ディーゼル車のQ40型追加[9]。このQ40型は2.2L SD22型エンジンを搭載した。唯一の外観上の違いは、フェンダーに小さな「ディーゼル」バッジがある[6]。

### 41型 (1966年-1970年)
- 1965年10月22日、マイナーチェンジ。41型/N41型/Q41型へ変更。2色の車体色を選択できるようになったほか、ラジエーターグリルを太い銀白色横線のものに変更し、テールランプをキャブオールと同じものにした[10]。41型のエンジンはそれまでの1.9L H型に代わり、2.0L H20型に変更され[11]、最高速度は120 km/h (75 mph)に達した[12]。バッジは新たに、「1900」ではなく「2000」と表記されたものに変更された。

## 3代目 140型（1970年- ）
- 1970年10月、フルモデルチェンジ[13]。このモデルでプリンス店扱いのマイラーを統合[14]。ダッシュボードは乗用車に似せてデザインされた。また、縦に並んだ丸型4灯ヘッドライトはグロリア（A30型）を彷彿とさせるほか、フロント部分のデザインはポンティアック・GTOに似ている。仕様は全部で3種類で、2トン積み車（140型）、1.75トン積み車（140(N)型）、1.5トン積み車（N140型）となっている[13]。日本国内ではガソリン車（2トン積み車と1.75トン積み車はH20型OHVエンジン搭載車、1.5トン積み車はR型OHVエンジン搭載車）のみ。トランスミッションは4速コラムシフトMTの他、オプションとしてオーバードライブ付5段ミッションも設定された。なお、当初ジュニアにはH20型とR型以外のエンジンもラインナップされていたが、もう一つのガソリン車（J16型OHVエンジン搭載車）とディーゼル車は輸出専用となる。しかし市場での成功が芳しくなかったため、ジュニアは早くも1970年代半ばに輸出市場から徐々に撤退した。中東地域では比較的よく売れていたため，イラクでの生産を続けた。
- 1978年4月、一部改良[15]。従来の四輪デュオサーボ式のドラムブレーキを、前輪に2リーディングブレーキ、後輪にデュアル2リーディングブレーキを採用し、マスターバックのサイズを拡大することで制動性を高めた。ちなみに、このときの発表資料の価格表には1.5トン積み車について書かれておらず、この時期には販売終了したと考えられる。
- 1979年9月、昭和54年排出ガス規制および騒音規制適合。型式を141型に変更[14][16]。ホイールはそれまでの15インチではなく16インチに変更され、ホイールベースは60mm縮小した[17]。助手席サンバイザーを標準採用し、シートベルトフックを新設定した[16]。
- 1983年、キャブオーバートラックの販売が増加した影響で、ボンネットトラックであるジュニアの日本国内での製造及び販売を中止した。

| エンジン           | 排気量 (cc)      | タイプ           | 最高出力 (kW (PS)/rpm) | 最大トルク (Nm (kgm)/rpm) |
| ガソリンエンジン   | ガソリンエンジン | ガソリンエンジン | ガソリンエンジン       | ガソリンエンジン          |
| ------------------ | ---------------- | ---------------- | ---------------------- | ------------------------- |
| J16型              | 1,567            | 水冷直列4気筒OHV | 60 (82) /5,400         |                           |
| R型                | 1,595            | 水冷直列4気筒OHV | 55 (75) /5,200         | 123 (12.5) /3,200         |
| H20型              | 1,982            | 水冷直列4気筒OHV | 68 (92) /4,800         | 157 (16.0) /3,200         |
| ディーゼルエンジン |                  |                  |                        |                           |
| SD22型             | 2,164            | 直列4気筒OHV     | 48 (65) /4,000         | 237 (24.2)                |

### ザミャド・Z24
- 1970年、イラクでのノックダウン生産が始まった。このとき中東向けに、サーイパー・Z24という名前が与えられた。
- 1983年、イランのサーイパーと日産が提携[19]。この時期に日本での生産が終了したのに伴い、ザミャドがジュニアの生産設備を買収し、イラクでの生産がそのまま続いた。
- 1986年、生産ラインはサーイパーに移り[19]、ダットサントラックのZ24型エンジンが搭載された[20]。
- 1998年、生産をザミャドに移管する[19]。ザミャドは日産が製造していたZ型エンジンの「Z24i」[21]と2.8リッターディーゼルエンジンを引き続き使用していた。ザミャドは、Z24と同じピックアップトラックの「Shooka」も生産している[22]。
- 2003年、名前がザミャド・Z24に変更され、ザミャドブランドの車として販売されるようになった。
- 2006年後半に、燃料供給装置を1998年から続いたキャブレターから、インジェクターによるものに変更された。
- 2008年、ザミャドはいすゞの4JB1のターボ付きエンジンをベースに製造された、FAW製ディーゼルエンジンの使用を開始した。
- 2015年、変速機が従来の4速MTから5速MTに変更された。なお、変速機の型式番号は変更されていない。また公式サイトに関しては、2014年5月時点ではなかったディーゼルエンジン搭載車が、2015年9月には復活している[23]。

尚、2023年現在もライセンス生産が継続している。
イラクからの輸出
サーイパーはZ24の右ハンドル仕様車を、パキスタンとケニアに輸出した。その高い積載量やメンテナンスの容易さ、安価なスペアパーツ、現地のニーズに適切なトラック用タイヤとシャーシの採用により、この車は輸出先の他の競合するピックアップとの区別を図っている。

## ジュニア マイクロバス（1959年- ）
- 派生車種として、関連会社の民生ディーゼル製のマイクロバスが販売されていた。
- このモデルでは、東都日産民生自動車等の民生系の販売会社で取り扱われていた[25]。ディーゼル車のみとなり、右ハンドル専用の為国内専売となる。